# 릴리폰드
릴리폰드(LilyPond)는 음악 악보편집 컴퓨터 프로그램 및 파일 형식이다. 릴리폰드(LilyPond)의 주요 목표 중 하나는 악보가 손으로 쓰여진 시대를 반영하여 표준적인 레이아웃 규칙으로 전환된 악보를 도출하는 것이다.

## 예제
단순한 경우
```
<
score
>

{
c'
 
d'
 
e'
 
f'
 
f'
 
fes'
 
eis'
 
e'
}

<
/score
>

```

좀더 복잡한 경우
```
<score>
  
\transpose
 c g 
\relative
 c' 
{

  
\key
 c 
\minor

  
\time
 4/4
    c4 e8 e g4 g          
% (text after the % is just a comment)

    <c es g>2 <c es g>    
% angle brackets create chords

    es4 d( ces b)         
% parentheses create slurs

    a4. r8 r8 a8 ~ a4     
% r creates rests; ~ creates ties

    e-- e-> e-. g
\fermata
 
% accents and other signs

    
\bar
 "|."
  
}

</score>

```

## 같이 보기
- 뮤즈스코어
- ABC 기보법